# Hilongos

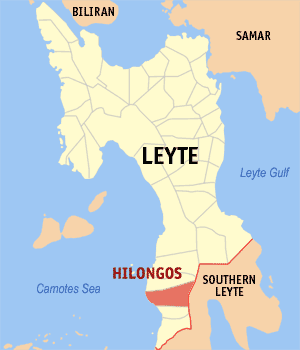
Bản đồ Leyte với vị trí của Hilongos

Hilongos là một đô thị hạng 3 ở tỉnh Leyte, Philippines. Theo điều tra dân số năm 2000 của Philipin, đô thị này có dân số 51.462 người trong 10,763 hộ.

## Các đơn vị hành chính
Hilongos được chia ra 51 barangay.
| - Agutayan - Atabay - Baas - Bagumbayan - Baliw - Bantigue - Bung-aw - Cacao - Campina - Cantandog 1 - Cantandog 2 - Concepcion - Himo-aw - Hitudpan - Imelda Marcos (Pong-on) - Kang-iras - Lamak | - Libertad - Liberty - Lunang - Magnangoy - Marangog - Matapay - Naval - Owak - Pa-a - Central Barangay - Eastern Barangay - Western Barangay - Pontod - Proteccion - San Agustin - San Antonio - San Isidro | - San Juan - San Roque - Santa Cruz - Santa Margarita - Santo Niño - Tabunok - Tagnate - Talisay - Tambis - Tejero - Tuguipa - Utanan - Bagong Lipunan - Bon-ot - Hampangan - Kangha-as - Manaul |